# مطار كابل الدولي
مطار كابل الدولي (المعروف سابقًا بمطار حامد كرزاي الدولي من 2014 إلى 2021)(إياتا: KBL، إيكاو: OAKB) هو مطار دولي يقع على بعد 5 كيلومترات من وسط مدينة كابل في أفغانستان. هو أحد المطارات الدولية الرئيسية في البلاد وواحد من أكبر القواعد العسكرية القادرة على استيعاب أكثر من مائة طائرة. ويعتبر هذا المطار كمقر رئيسي لشركات الطيران الأفغانية آريانا، باخثر، وكام إير.
تم افتتاح المطار في عام 1960، كما تم افتتاح محطة دولية جديدة في العقد الأول من القرن الحادي والعشرين، وفي ذلك الوقت تم أيضًا بناء عدد من القواعد العسكرية حول المطار، والتي استخدمتها القوات المسلحة الأمريكية والقوات الدولية التابعة لحلف الناتو، وفي وقت لاحق مهمة الدعم الحازم. كما كان للقوات الجوية الأفغانية أيضًا قاعدة هناك، بينما وفرت الشرطة الوطنية الأفغانية الأمن داخل صالات الركاب. قبل سقوط كابل في أيدي طالبان، كان المطار يوفر رحلات جوية إلى باكستان والهند وإيران والصين وتركيا وروسيا وأوزبكستان وطاجيكستان ودول الخليج العربي.

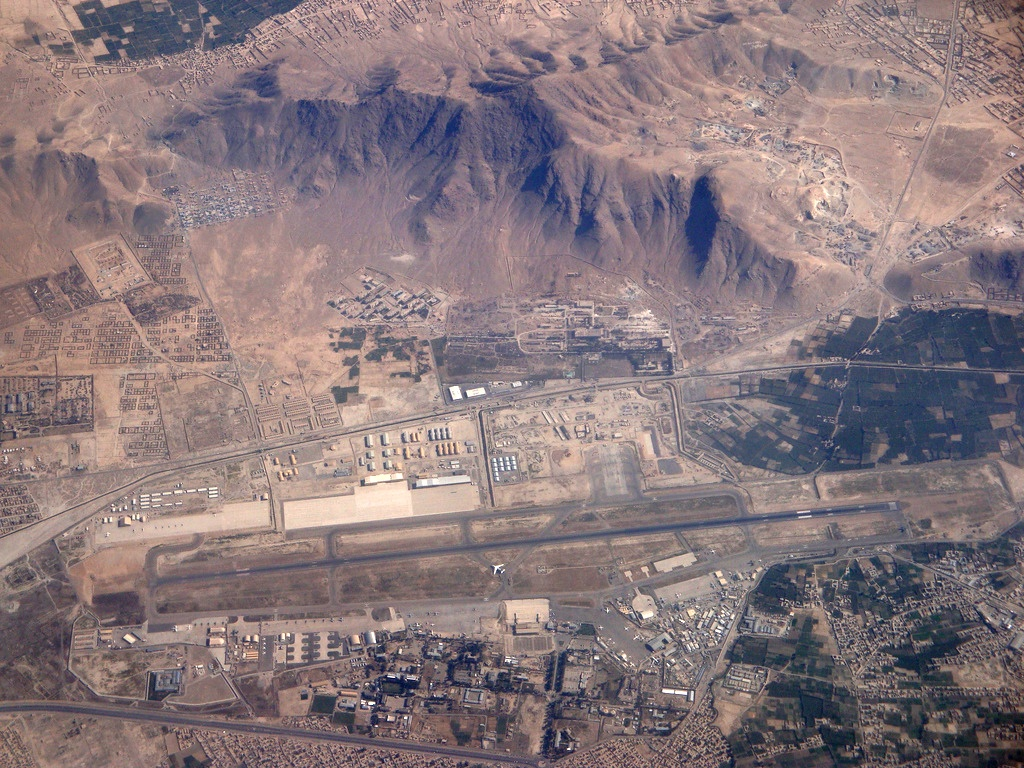
صورة جوية لمطار حامد كرزاي الدولي تُبين الجزء العسكري في الشمال والجزء المدني في الجنوب ويفصل بينهما مدرج المطار

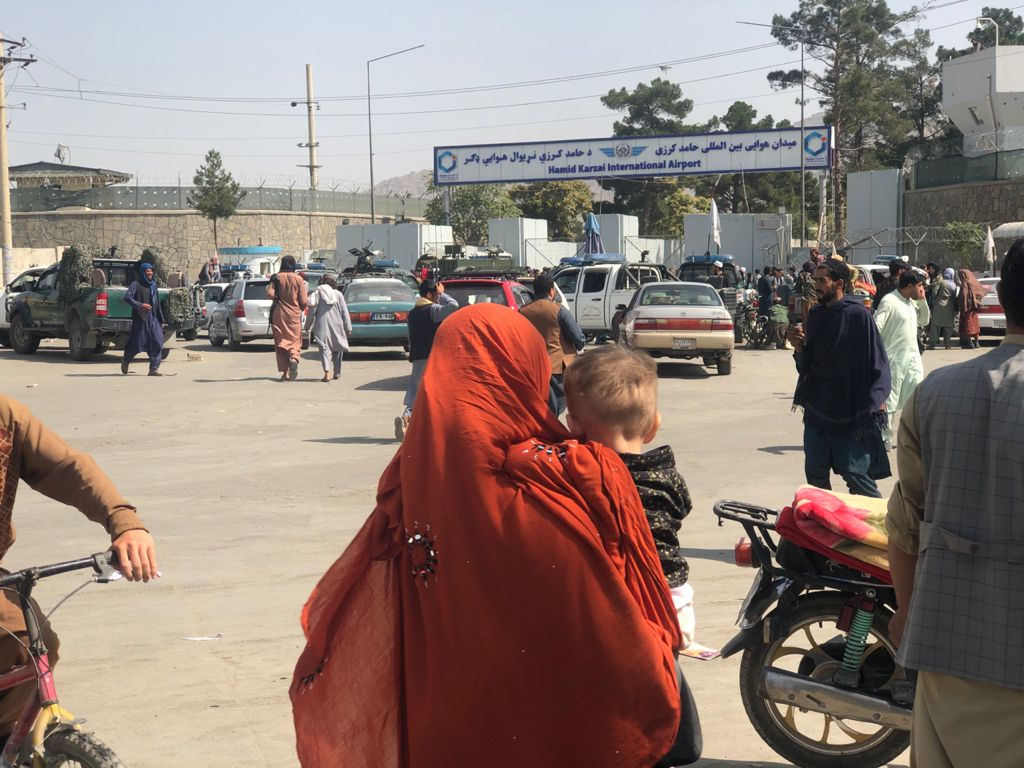
أحد مداخل المطار

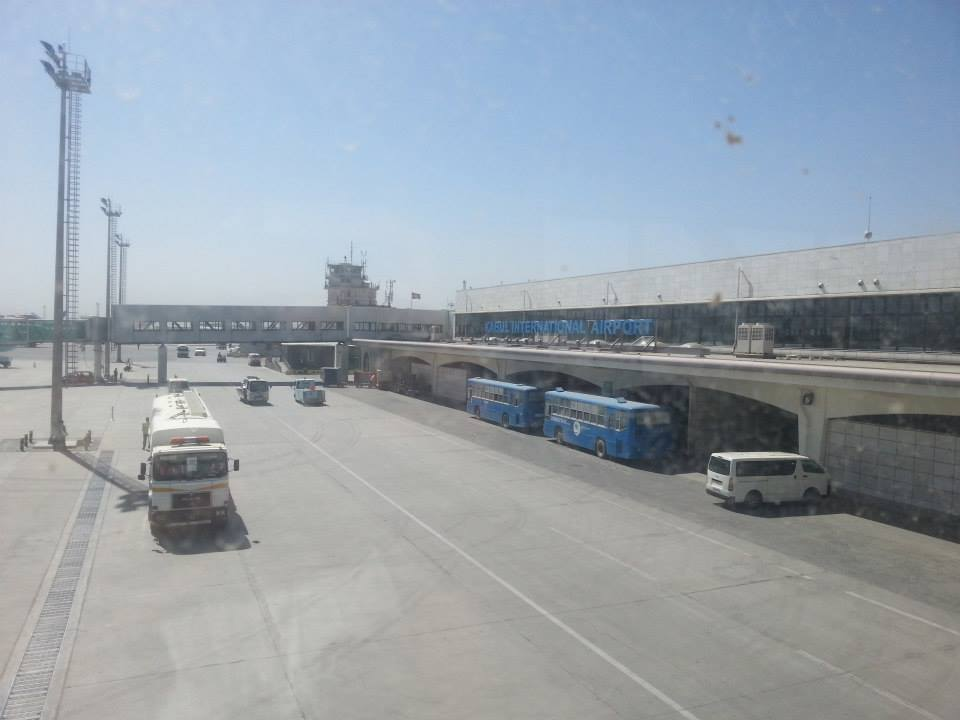
مطار حامد كرزاي الدولي

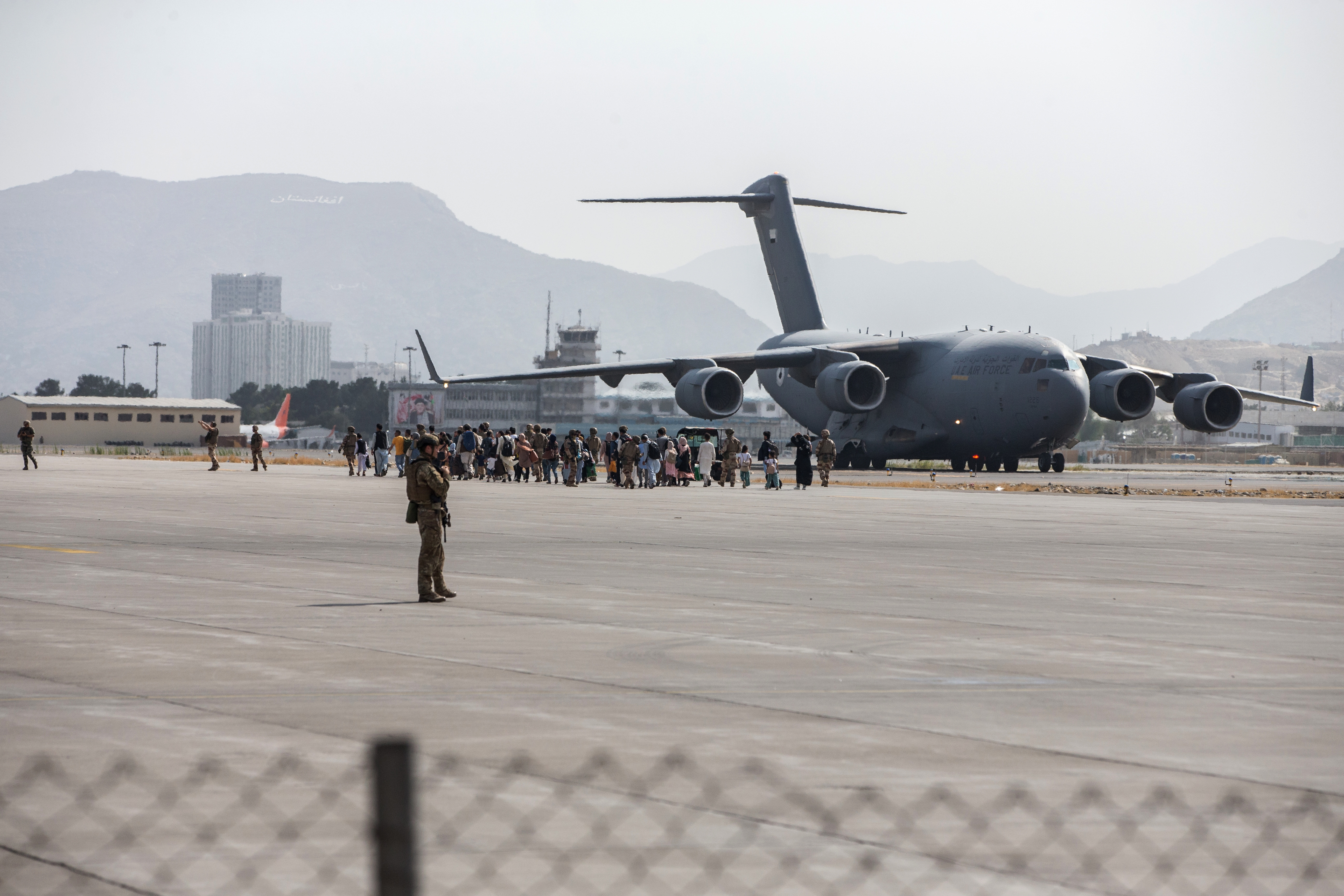
عمليات الإجلاء من مطار كابل كانت تتم غالباً بطائرات عسكرية من طراز سي 17

## تاريخ
أُنشئ مطار كابل الدولي في ستينيات القرن العشرين بواسطة مهندسين سوفييت ، في ذلك الوقت كانت أفغانستان وجهة للسياح الذين كانوا يدخلون البلاد بشكل رئيسي عبر مطار كابل الدولي، هذا الأمر انتهى في السبعينات بسبب الأحداث السياسية التي كانت تشهدها البلاد.
استخدم المطار من قبل الجيش السوفيتي أثناء فترة الحرب السوفيتية الأفغانية بين عامي 1979 و1989 م، كما استخدمته قوات الرئيس الأفغاني محمد نجيب الله حتى عام 1992، ثم سيطرت عليه حركة طالبان حتى عام 2001 حين سيطرت عليه قوات التحالف. بسبب العقوبات الدولية المفروضة على طالبان، كان المطار في أواخر التسعينات شبه مغلق، مع رحلات دولية محدودة.
بعد أحداث الحادي عشر من سبتمبر، وأثناء غزو قوات التحالف لأفغانستان، قامت القوات الجوية الأمريكية بقصف المطار وتدمير مدرجه ومبانيه وكل الطائرات المتواجدة فيه. بعد سقوط نظام طالبان أوكلت مهمة تشغيل المطار إلى قوة إيساف، ومنذ ذلك الوقت بدأت عمليات تطوير المطار، إلا أنها عانت من بطء شديد.
في 2005، ركبت أنظمة رادار جديدة، وتم تحديثها في 2010. في 2009 أضيف إلى المطار صالة جديد للرحلات الدولية كلفت 35 مليون دولار أمريكي، وحضر الرئيس الأفغاني حامد كرزاي مراسم افتتاحها، دخلت هذه الصالة الخدمة رسميًا واستقبلت أولى رحلاتها في يونيو 2009، بينما جُددت الصالة القديمة وبدأ استخدامها مؤخرًا للرحلات الداخلية.
أعداد المسافرين عبر المطار وصلت إلى 100,000 مسافر عام 2010 (حوالي 300 مسافر يوميًا). في أوائل عام 2012 نظام الرادار تم تطويره ليغطي كامل المجال الجوي المحلي الأفغاني.
في 15 أغسطس 2021، توقفت جميع الرحلات التجارية من وإلى المطار، على خلفية سيطرة حركة طالبان على العاصمة كابل. وفي 26 أغسطس 2021، قُتل أكثر من 100 شخص في انفجارين خارج مطار كابول. وأعلن تنظيم الدولة الإسلامية في العراق والشام - خراسان مسؤوليته عن التفجيرات.
غادرت آخر القوات الأمريكية المطار حوالي منتصف ليل 30 أغسطس 2021، منهية الحرب التي استمرت 20 عامًا. وفي سبتمبر 2021، بدأت فرق تقنية من القطريين بصيانة الجزء المدني من المطار لإعادة تشغيل الرحلات الجوية، حيث وصلت إلى المطار عدة طائرات قطرية تحمل تقنيين ومعدات وآليات خاصة بالطيران لإعادة تشغيل المطار، كما تحمل الطائرات مساعدات غذائية قدمتها قطر الخيرية وجمعية الهلال الأحمر القطري.
في 4 سبتمبر 2021، تم إعادة تشغيل الرحلات الجوية الداخلية من جديد، وفي 10 سبتمبر 2021، تم إعادة تشغيل الرحلات الدولية.

## الاستخدام العسكري
الجزء الشمالي من المطار تم تجهيزه للاستخدام العسكري وكانت تستخدمه القوات الجوية الأمريكية، والقوات الجوية الأفغانية. أما حالياً فهو يتوفر على طائرات ومروحيات عسكرية خارج الخدمة، تم تخريب معظمها من طرف الجنود الأمريكين قبل خروجهم من أفغانستان لتفادي إستخدامها في أعمال إرهابية.

## شركات الطيران
| شركـات طيـران                  | الوجهات |
| ------------------------------ | --- |
| الخطوط الجوية الأفغانية آريانا | مطار العين الدولي، مطار انديرا غاندي الدولي، مطار حمد الدولي، مطار دبي الدولي، مطار هراة الدولي، مطار إسلام آباد الدولي، مطار أحمد شاه بابا الدولي، مطار مشهد الدولي، مطار مزار شريف الدولي، مطار شيريميتييفو الدولي، مطار الإمام الخميني الدولي موسمي: مطار أورومتشي الدولي |
| كام إير                        | مطار أبو ظبي الدولي، مطار إيسنبوغا الدولي، Bamyan، مطار شغشران، مطار انديرا غاندي الدولي، مطار دبي الدولي، مطار دوشنبه الدولي، مطار هراة الدولي، مطار إسلام آباد الدولي، مطار الملك عبد العزيز الدولي، مطار أحمد شاه بابا الدولي، مطار خوست، مطار قندوز، مطار الكويت الدولي (معلقة)، مطار بوست، مطار مشهد الدولي، مطار میمنه، مطار مزار شريف الدولي، مطار الأمير محمد بن عبد العزيز الدولي، مطار النجف الدولي، مطار الشارقة الدولي، مطار تارينكوت، مطار طشقند الدولي، مطار الإمام الخميني الدولي |
| كيش اير                        | مطار مشهد الدولي |
| ماهان إير                      | مطار مشهد الدولي، مطار الإمام الخميني الدولي |
| الخطوط الجوية التركية          | مطار إسطنبول الدولي |

## أحداث وحوادث

### الطائرات المدنية
- في 2 يناير 1962، تحطمت طائرة الشحن التابعة للخطوط الجوية الإيرانية الرحلة رقم 123، من طراز دوغلاس دي سي-3 أثناء محاولة إقلاعها من مطار كابل الدولي. أثناء الإقلاع أبلغ كابتن الطائرة عن عطل في المحرك رقم 1، تلاه ميل الطائرة على يسار المدرج. ولتجنب التحطم الكامل للطائرة، قام الكابتن بالاستمرار في عملية الإقلاع إلى السماء، إلا أن أحد جناحي الطائرة اصطدم بالأرض نتيجة ميلها مما نتج عنه تحطم الطائرة، غير أن طاقم الطائرة نجا من الحادث.
- في 15 يناير 1969، طائرة للخطوط الجوية الأفغانية آريانا من طراز دوغلاس دي سي-3 تحمل الترقيم YA-AAB اصطدمت على الأرض بطائرة أخرى من طراز دوغلاس دي سي-6 تحمل الترقيم YA-DAN تابعة أيضًا للخطوط الجوية الأفغانية آريانا.
- في 21 سبتمبر 1984، أصيبت طائرة ماكدونل دوغلاس دي سي-10 التابعة للخطوط الجوية الأفغانية آريانا برصاص متفجر أثناء اقترابها من مطار كابل. ونجا جميع الركاب وأفراد الطاقم من الحادث.
- في 12 يونيو 1990، أصيبت طائرة إليوشن إي أل-76 تابعة لشركة إيروفلوت بصاروخ أثناء تحليقها على ارتفاع 22500 قدم (6858 متر) مما أدى إلى تعطل المحركات. وقد هبطت الطائرة اضطراريا في كابل على مدرج غير معبد. ونجا جميع أفراد الطاقم.
- في 29 مايو 1992، أصيبت طائرة تابعة للخطوط الجوية الأفغانية آريانا من طراز توبوليف تو 154 بصاروخ أثناء هبوطها في كابل. وقد أصيب أنف الطائرة بأضرار لكنها هبطت بسلام. نجا جميع الركاب وأفراد الطاقم.
- في 19 مارس 1998، تحطمت طائرة بوينغ 200-727 تابعة للخطوط الجوية الأفغانية آريانا في جبل شاركي باراتايي الذي يبلغ ارتفاعه 3000 قدم (914 م) أثناء نزولها إلى كابل. مات جميع أفراد الطاقم البالغ عددهم 10 و 35 راكبًا.
- في 3 فبراير 2005، اختفت رحلة كام إير 904، وهي طائرة بوينغ 200-737 تم إستأجارها من شركة فينيكس للطيران، من شاشات الرادار عند الاقتراب من كابل في طقس سيئ، مما أدى إلى عملية بحث ضخمة للجيش الوطني الأفغاني عن 96 راكبًا و 8 أفراد من الطاقم. تم العثور على حطام الطائرة بعد يومين في الجبال شرق كابل، وقتل جميع من كانوا على متنها وعددهم 104 أشخاص.
- في 17 مايو 2010، فقدت جميع الاتصالات مع رحلة خطوط بامير الجوية 112، وهي طائرة أنتونوف أن-24، بعد عشر دقائق من مغادرتها مطار قندوز. بعد جهود بحث استمرت أربعة أيام، كان حطام الرحلة على بعد اثني عشر ميلاً من كابل. لم ينج أي من الركاب البالغ عددهم 39 وطاقم الطائرة البالغ عددهم 5 من الحادث.
- في 8 مايو 2014، انحرفت طائرة بوينغ 400-737 تابعة للخطوط الجوية الأفغانية آريانا، عن المدرج بعد هبوطها في المطار. كانت قادمة من دلهي في الهند إلى كابل. عند هبوط الطائرة، تجاوز المدرج، وتوقفت على أرض غير مستوية. أصيبت الطائرة بأضرار بالغة وأصيب ستة ركاب بجروح طفيفة.